# Wouter van den Berg
Wouter van den Berg (Bruinisse, 8 september 1886 – 30 april 1970) was een Nederlands politicus van de ARP. 
Hij werd geboren als zoon van Dingeman van den Berg (1859-1923) en Tannetje Muller (1859-1892). Hij was net als zijn vader oesterhandelaar. Bovendien was hij lid van de gemeenteraad van Bruinisse en is hij daar ook wethouder geweest. Van den Berg werd in 1939 benoemd tot burgemeester van die gemeente. Hij ging in 1951 met pensioen en overleed in 1970 op 83-jarige leeftijd. 